# Ricardo Balderas
Ricardo Balderas Ortíz (* 15. Dezember 1981 in Mexiko-Stadt) ist ein ehemaliger mexikanischer Fußballspieler, der vorwiegend im defensiven Mittelfeld agierte.

## Laufbahn
Seinen ersten Profivertrag erhielt Balderas bei seinem „Heimatverein“ UNAM Pumas, für den er allerdings nur zu einem zwölfminütigen Einsatz (am 2. Mai 2004 beim 6:1-Sieg gegen die Tiburones Rojos Veracruz) in der mexikanischen Primera División kam. Wegen dieses Kurzeinsatzes gehörte Balderas aber zur erfolgreichen Mannschaft der Pumas, die unter der Leitung des ehemaligen Weltklassestürmers Hugo Sánchez den Meistertitel der Clausura 2004 gewann.
Nach einem Auslandsaufenthalt beim Club Bolívar kehrte er zu den Pumas zurück und spielte für deren Farmteam Pumas Morelos in der zweiten Liga.
Anschließend spielte er für die uruguayischen Vereine Plaza Colonia und Cerro Largo FC, bevor er seine aktive Laufbahn in der Saison 2010/11 beim Querétaro FC ausklingen ließ.

## Erfolge
- Mexikanischer Meister: Clausura 2004